# Circuito da Guia
Il circuito da Guia (originale in portoghese, in cinese 東望洋跑道 Dōng wàng yáng pǎodào, in italiano circuito del monte Guia, sebbene tale traduzione sia usata rarissimamente) è il circuito cittadino della città di Macao (Cina) dove si tengono varie gare automobilistiche (dal 1954) e motociclistiche (dal 1967). A differenza della maggior parte dei circuiti moderni, il tracciato è rimasto sempre invariato a partire dal 1958 (la quinta edizione dell'evento), tranne che per lo spostamento dei box e della linea del traguardo nella posizione attuale nel 1993, mentre in precedenza essa era posta a metà tra la curva Reservoir e quella dell'Hotel Mandarin Oriental. Sulla mappa del tracciato riportata a fianco essa è situata in basso, mentre la zona collinare del Monte Guia è in alto.

## Storia
Nato nel 1954 come percorso per una caccia al tesoro per le vie della città, subito dopo la conclusione dell'evento ci si rese conto che il circuito era adatto ad ospitare competizioni automobilistiche amatoriali, che si disputarono a partire dall'ottobre dello stesso anno su un circuito di 3,9 miglia, dove la parte collinare era caratterizzata da un fondo stradale in gran parte malmesso. Durante la primavera e l'inizio dell'estate del 1955 il circuito subì lavori importanti, che videro la chiusura al traffico di tutta la sezione collinare per la rimozione delle vecchio pavé e la successiva asfaltatura della strada, mentre per l'edizione 1956 si realizzò una struttura con dieci box e una tribuna sovrastante con 300 posti a sedere e nel 1958 fu impiegato per la prima volta il circuito da 6,2 km usato tuttora, ridotto di un centinaio di metri rispetto a quello precedente.

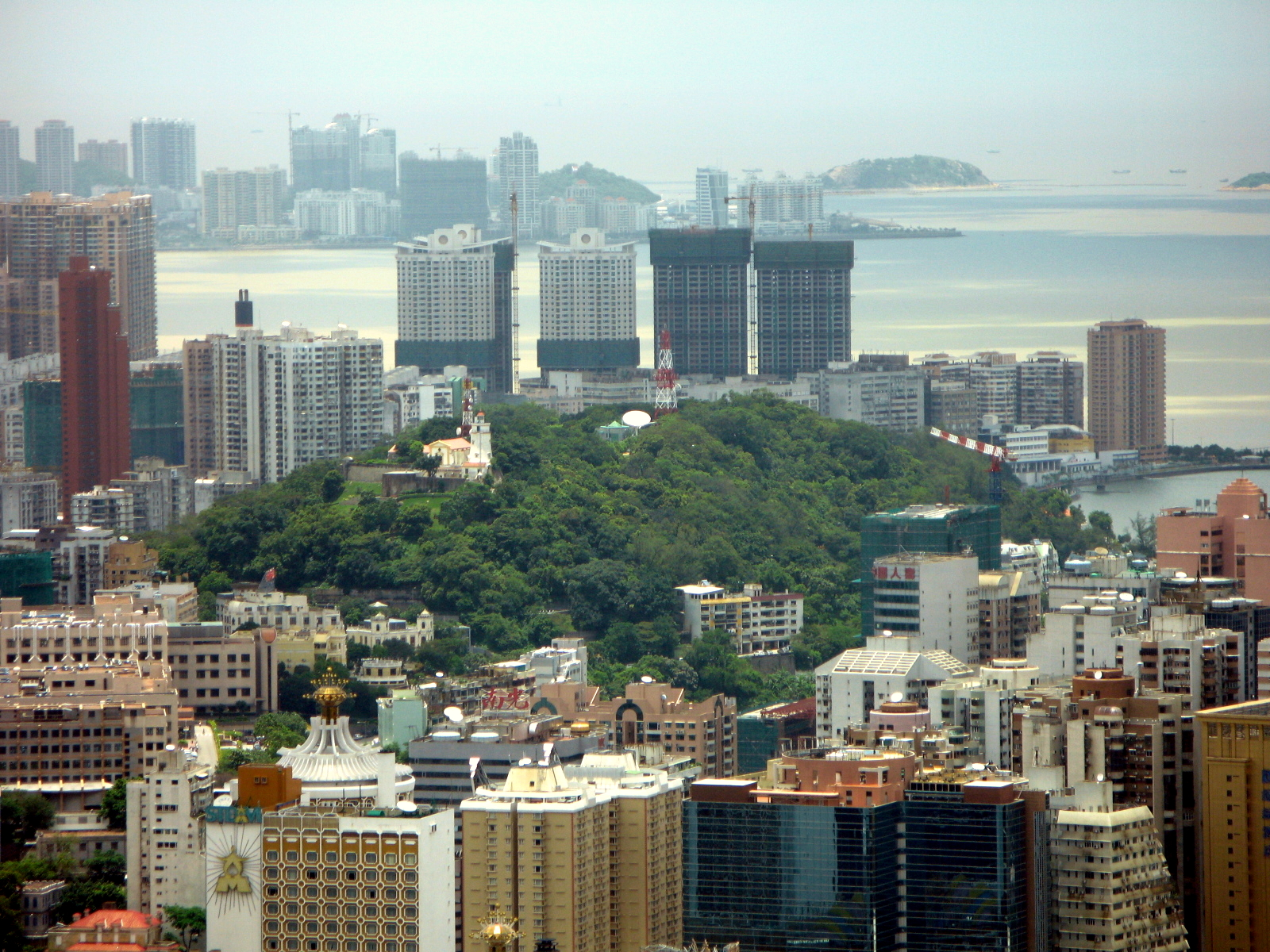
La "Colina da Guia", sul cui versante meridionale si snoda la parte più tortuosa del tracciato, con l'Hotel Lisboa in basso a destra

Nel 1960 il Gran Premio di Macao fu inserito per la prima volta nel calendario internazionale in qualità di gara nazionale aperta agli stranieri e pertanto fu soggetta alle regole internazionali della FIA relative alle vetture sport e turismo. La griglia di partenza della corsa era composta principalmente da dilettanti fino al 1966, quando il pilota belga Mauro Bianchi si iscrisse alla gara con una macchina allestita da Renault Sport, con lo scopo dichiarato di promuovere l'immagine di Renault a Hong Kong. Ciò ha portato all'iscrizione alla corsa di un numero sempre maggiore di squadre di professionisti. A partire dal 1967, con l'introduzione della gara per le moto, il circuito ospita regolarmente competizioni per entrambe le tipologie di veicoli.

Nel 1983, è stato deciso dagli organizzatori che, dal momento che la Formula Atlantic stava diventando obsoleta, la gara si sarebbe svolta con vetture di Formula 3. Inizialmente si era voluto organizzare una gara di Formula 2, ma siccome non erano disposti a fare radicali modifiche al circuito in nome della sicurezza, tra cui il taglio di numerosi alberi, gli organizzatori optarono per le meno prestazionali F3. Col passare degli anni, questa si è rivelata essere una decisione lungimirante, dato che da allora ha fortemente accresciuto la reputazione dell'evento nel mondo dei motori, tanto da attirare i migliori giovani talenti provenienti da Europa e Giappone nella competizione e permettendo all'evento di ritagliarsi la sua fetta di notorietà.

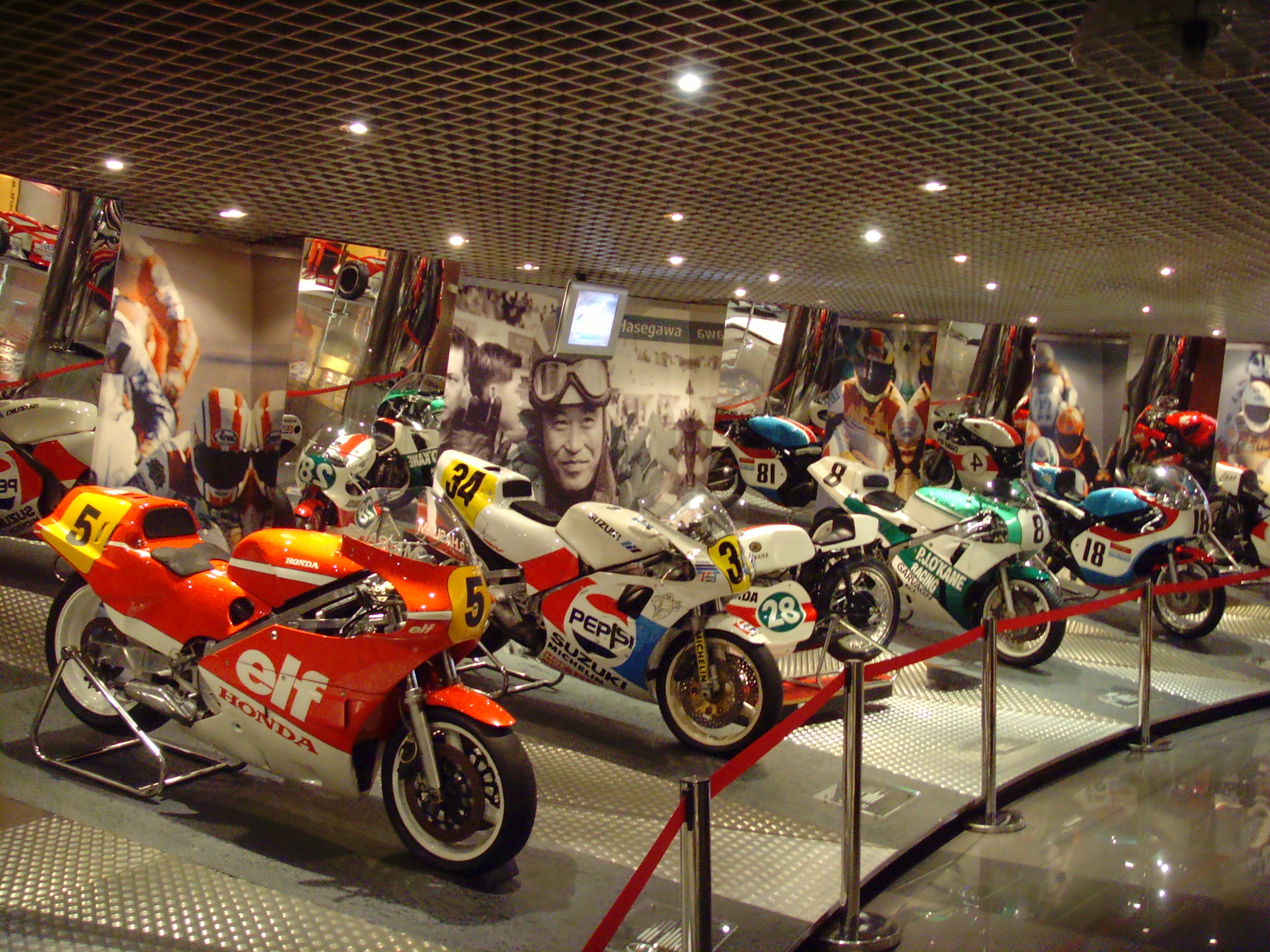
Motociclette da competizione esposte al Museo do Grande Premio di Macao, con la Honda di Ron Haslam e la Suzuki di Kevin Schwantz in primo piano

La prima gara di Formula 3 è stata vinta da un giovane Ayrton Senna. La gara del 1990 è stata memorabile, quando Michael Schumacher e Mika Häkkinen sono stati coinvolti in un controverso incidente quando erano rispettivamente 1° e 2° all'inizio dell'ultimo giro. Sul rettilineo principale, appena dopo la curva dell'Hotel Mandarin Oriental, Häkkinen ha colpito la parte posteriore della vettura di Schumacher ed è andato a sbattere quando ha cercato di superare il rivale tedesco. L'auto di Schumacher è stata in grado di continuare la gara con l'ala posteriore danneggiata e, infine, ha vinto la gara con il miglior tempo complessivo. Altri vincitori del Macau Grand Prix sono stati gli ormai ex-piloti di Formula Uno David Coulthard, Ralf Schumacher e Takuma Satō. A partire dall'introduzione della gara di Formula 3, il GP di Macao è progressivamente diventato un trampolino di lancio per molti piloti cadetti verso le classi superiori delle competizioni automobilistiche, come la serie GP2 e Formula 1.

## Altre competizioni

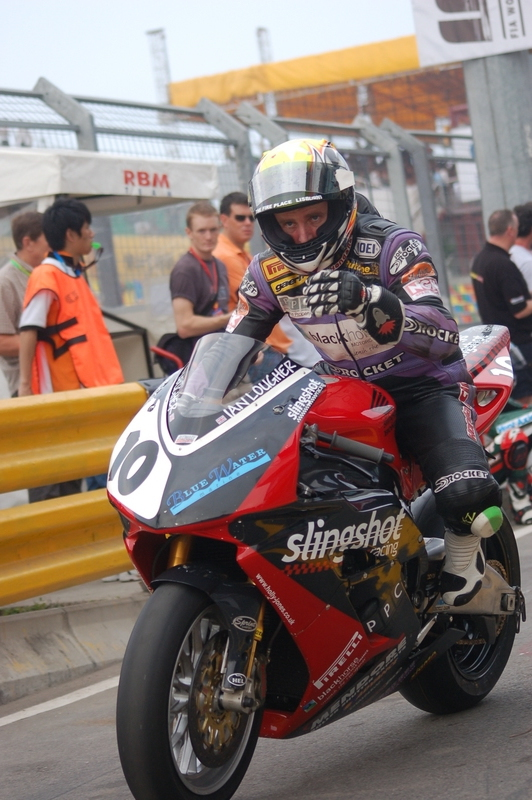
Il britannico Ian Lougher al Gran Premio Motociclistico di Macao del 2006

Il programma delle competizioni internazionali sul Circuito da Guia è diventato di anno in anno sempre più vario e articolato e comprende gare per vetture turismo e granturismo, oltre a vari trofei monomarca, tanto che l'evento dura una decina di giorni, a cavallo di due fine settimana del mese di novembre, ma, oltre al Gran Premio di Macao riservato alle Formula 3, le altre due gare più prestigiose che si svolgono nel weekend conclusivo sono la Guia Race, nata nel 1972 per le gran turismo, che negli ultimi anni è diventata la gara conclusiva del Campionato del mondo turismo e il Gran Premio motociclistico di Macao (che si disputa ininterrottamente dal 1967), gara non valevole per il motomondiale. A quest'ultima partecipavano e partecipano ancora molti piloti specialisti delle corse su strada come il Tourist Trophy e che si disputava con le 500 cm³ da Gran Premio (Kevin Schwantz vinse la gara del 1988 con la Suzuki RGR500 ufficiale), finché non sono state soppiantate dalle moto della categoria Superbike (anche se a tutt'oggi il regolamento ammette ancora i prototipi a 4 tempi e le MotoGP). Dal 2015 ospita la FIA GT World Cup dove i costruttori schierano i loro migliori piloti in ambito Gran Turismo sulle loro auto con specifiche GT3 e con un Balance of Performance apposito per questa gara, il vincitore può fregiarsi del titolo di Campione del Mondo Gran Turismo.

## Caratteristiche salienti

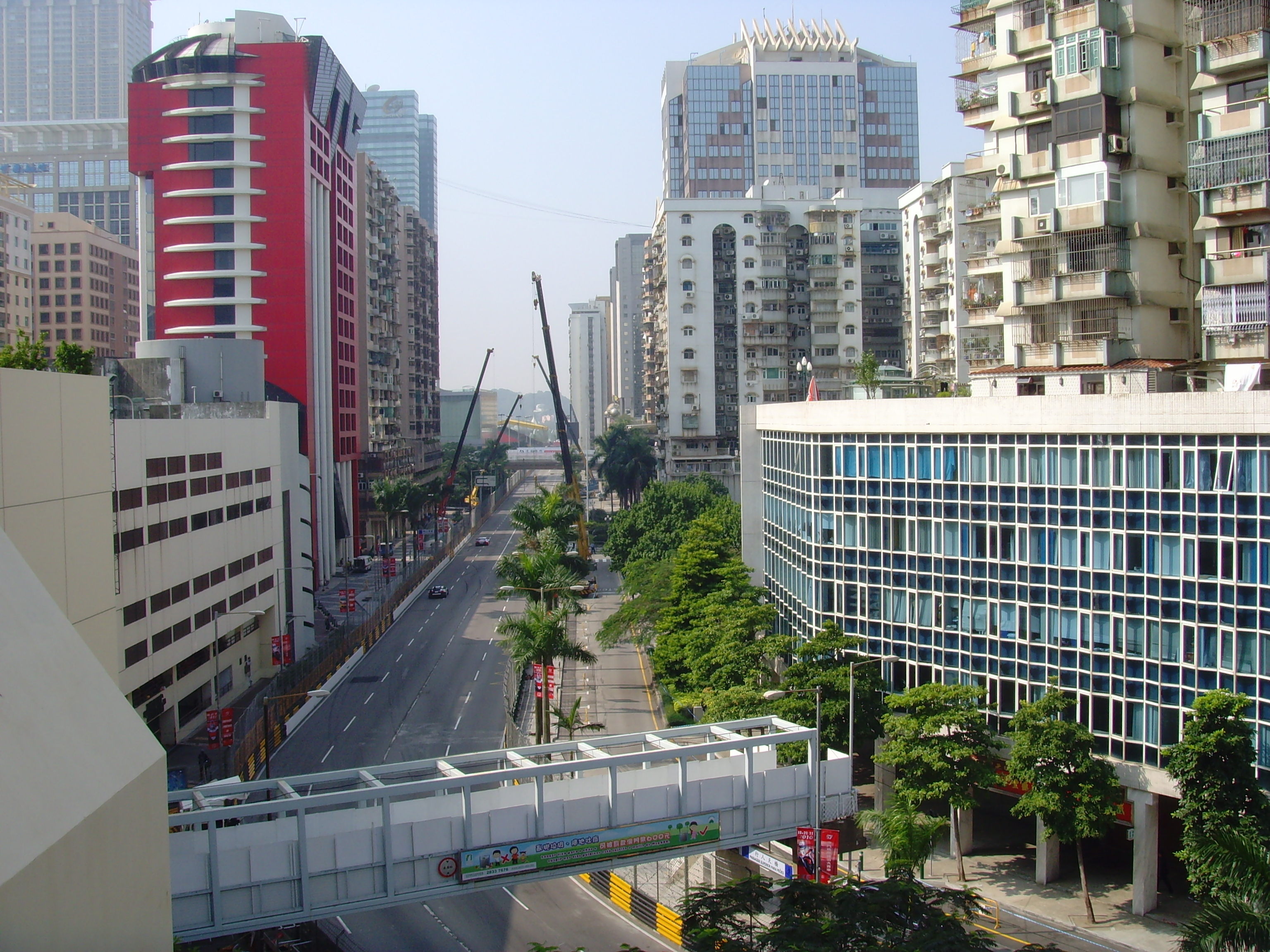
La curva dell'Hotel Mandarin Oriental (in primo piano) e il successivo rettilineo che porta alla curva dell'Hotel Lisboa (in fondo)

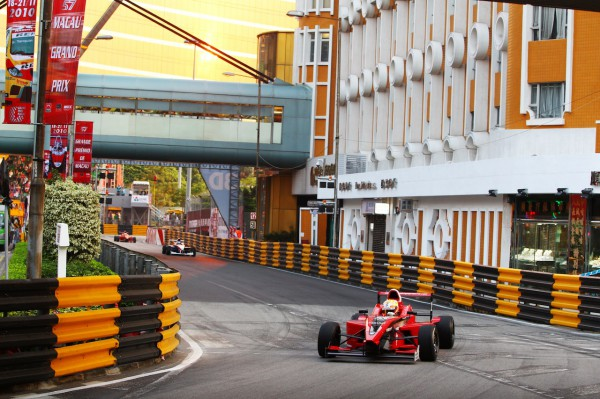
La curva che immette sulla Salita di San Francesco, dove inizia il tratto in salita

Il Circuito da Guia si può facilmente suddividere in due parti dalle caratteristiche diametralmente opposte: la sezione che dalla curva dei Pescatori, passando per il traguardo, arriva alla curva dell'Hotel Lisboa è formata da larghi viali, è pianeggiante e comprende due curve veloci come la Reservoir Bend e la Hotel Mandarin Oriental Bend, mentre dalla curva dell'Hotel Lisboa, passando per la successiva curva a gomito che immette sulla Salita di San Francesco e fino al tornante Melco ci sono forti dislivelli, la sede stradale è molto stretta e quasi tutte le curve sono cieche. Spettacolari sono alcuni passaggi delle Esse della Solitudine, nel tratto collinare, dove i motociclisti curvano rasentando muri e guard rails con spalle e gomiti.

## Tribune

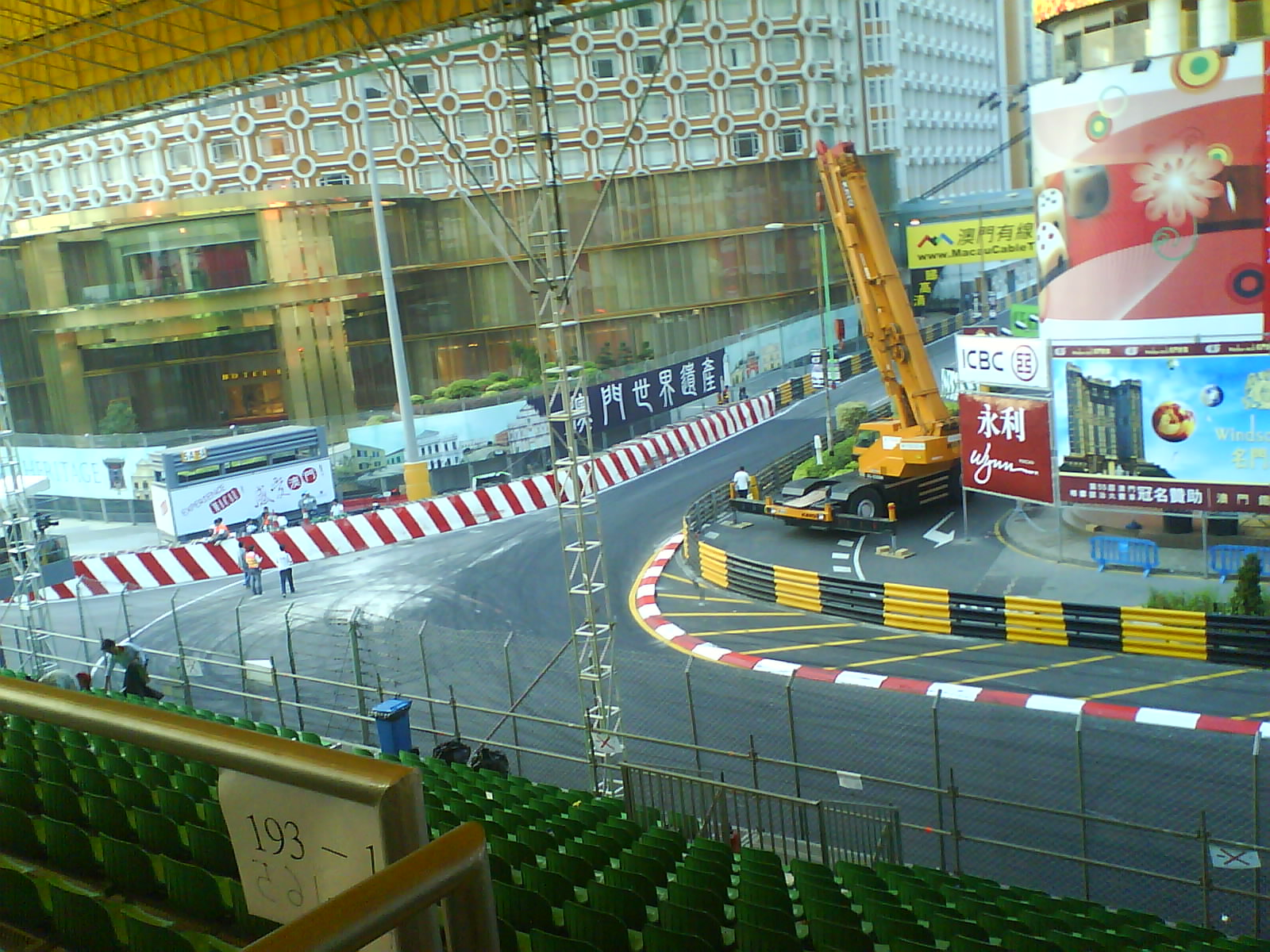
La curva dell'hotel Lisboa vista dalla tribuna adiacente

A disposizione degli spettatori ci sono tre grandi tribune lungo il circuito, la Tribuna Principale lungo il rettilineo dei box, la tribuna Reservoir all'altezza dell'omonima prima curva e quella collocata alla Curva dell'Hotel Lisboa. La Curva Lisboa è il punto più caratteristico per lo spettacolo ed essa offre l'unica possibilità di sorpasso alla fine del rettilineo principale. D'altro canto essa è famosa per il pericoloso ammassarsi dei concorrenti nei primi giri, cosa che rende altamente probabili gli incidenti multipli a causa della configurazione a 90° della curva, con conseguente forte restringimento della carreggiata. La presenza di una sufficiente via di fuga induce i piloti ad accettare rischi maggiori nel tentativo di effettuare il sorpasso durante la frenata sull'asfalto sconnesso che precede la Lisboa, confidando nell'opportunità di poter tirare dritto nell'eventualità di un errore di pilotaggio, senza incorrere in un rovinoso incidente. Tali eventualità elevano di conseguenza il prezzo per i posti a sedere alla tribuna della curva Lisboa, che risulta essere sensibilmente più elevato di quelli della Tribuna Principale.

## Incidenti mortali
Il circuito da Guia è tristemente famoso per la sua pericolosità, caratteristica intrinseca nei tracciati cittadini. Nella settimana di gare del 2012 ci sono state due tragedie ravvicinate: il 15 novembre ha perso la vita nel circuito durante le qualifiche per la Superbike il motociclista portoghese Luís Carreira, il giorno dopo ha perso la vita nel corso delle prove delle Super 2000 il pilota di Gran Turismo di Hong Kong Phillip Yau Wing-choi, che ha avuto un gravissimo incidente sulla sua Chevrolet Cruze.
Nell'edizione 2017 ha perso la vita il motociclista Daniel Hegarty.